# Odontesthes wiebrichi
Odontesthes wiebrichi es una especie del género de peces Odontesthes, de la familia Atherinopsidae en el orden Atheriniformes. Habitaría en aguas del centro-sur de Chile. 

## Distribución y hábitat
Es muy poco lo que se conoce de este taxón. Odontesthes wiebrichi habitaría en el centro-sur de Chile en la desembocadura en el océano Pacífico del río Valdivia, Región de Los Ríos, Chile. 
Viviría en agua dulce en ríos, en tramos estuariales de cursos fluviales o en áreas marinas costeras adyacentes a estos.

## Taxonomía
Esta especie fue descrita originalmente en el año 1928 por el ictiólogo estadounidense, nacido en Alemania, Carl H. Eigenmann, bajo el nombre científico de Cauque wiebrichi.
No hay concordancia entre los especialistas sobre la real validez y posición taxonómica de este taxón.
En 1998, Dyer la consideró una especie válida, o un posible híbrido entre Odontesthes brevianalis y Odontesthes regia.
En 2000, Dyer la consideró un sinónimo de O. brevianalis, o un posible híbrido entre esa especie y O. regia.
En 2003, Dyer y otros vuelven a considerarlo una especie válida, o un posible híbrido entre O. brevianalis y O. regia.
Fish base lo incluye entre las especies válidas.
Localidad tipo

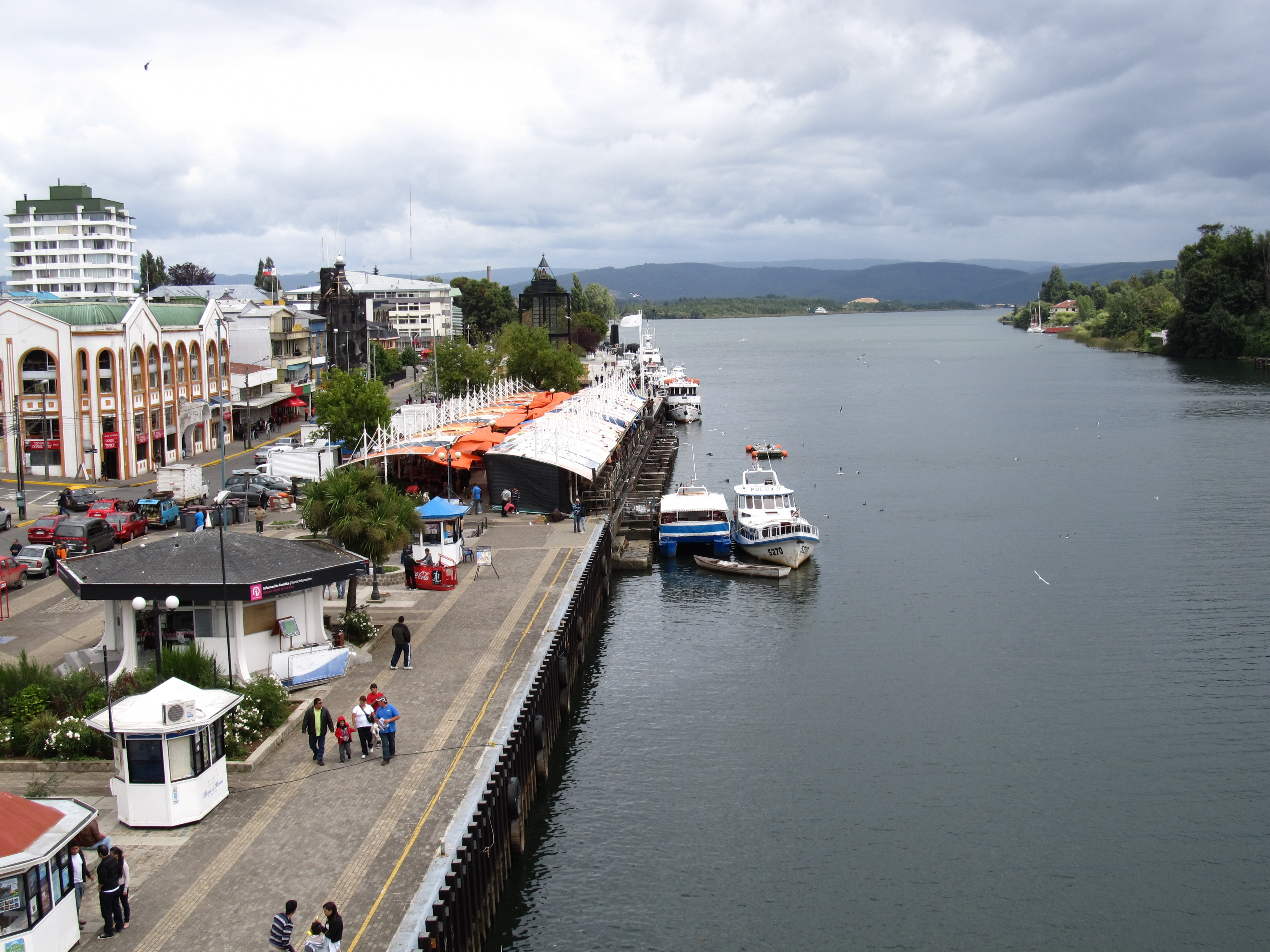
Río Valdivia, en el sur de Chile; el hábitat de esta especie.

La localidad tipo es el «Mercado de Valdivia, Región de Los Ríos, Chile». 
Holotipo
El holotipo (único) es: CAS 49902 (ex IU 15198, N.º. 15202).